# Cryptogemma periscelida
Cryptogemma periscelida é uma espécie de gastrópode do gênero Cryptogemma, pertencente a família Turridae.